# Benny Mokross

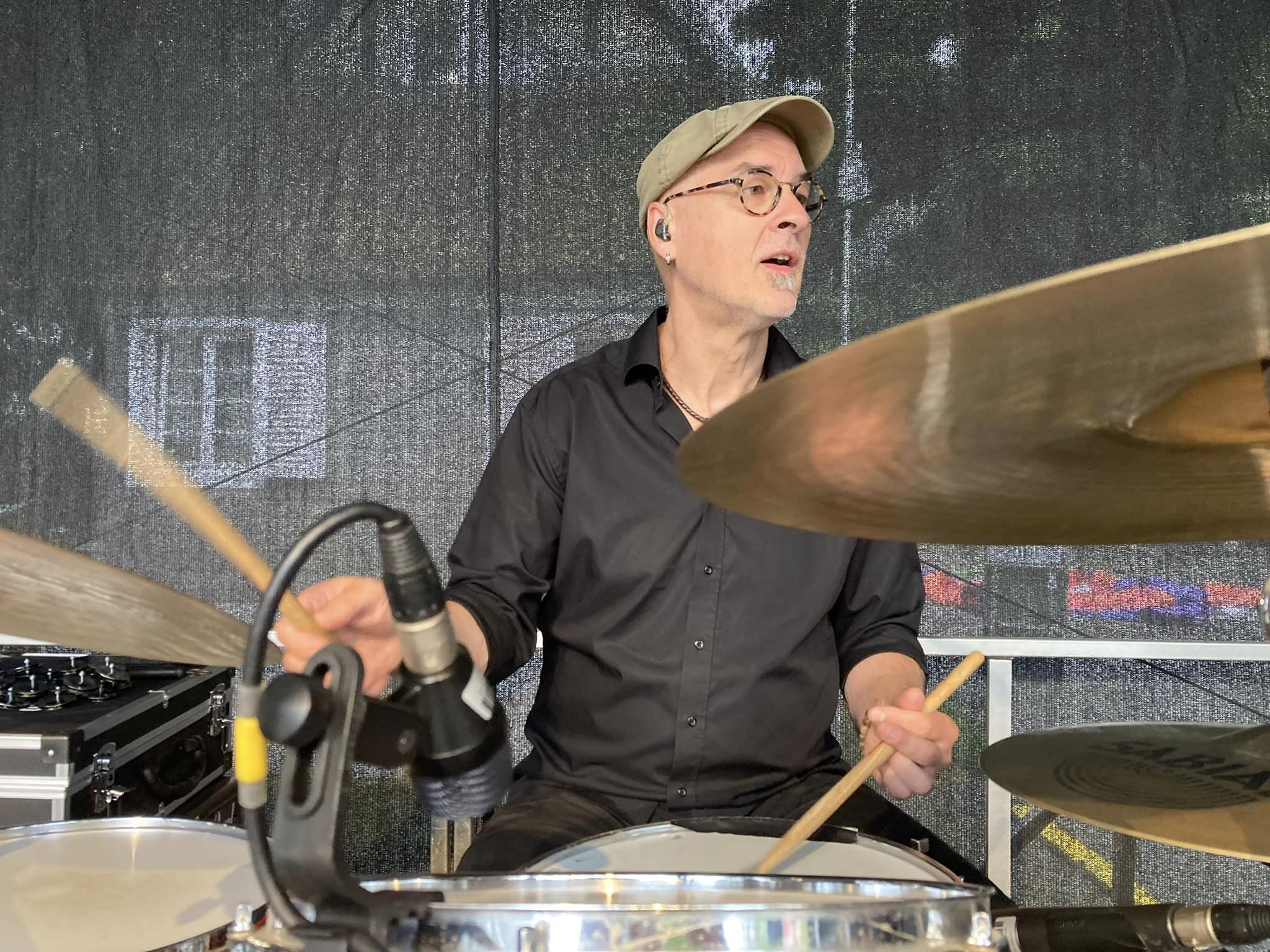
Benny Mokross (2024)

Benny Mokross (* 9. Februar 1965) ist ein deutscher Jazzmusiker (Schlagzeug).

## Wirken
Mokross war 1982 Preisträger beim Landeswettbewerb Jugend jazzt. Er absolvierte zwei Meisterkurse für Schlagzeug bei Pierre Favre und von 1988 bis 1992 das Jazzstudium an der Folkwang-Hochschule Essen.
Mokross gehörte seit 1989 langjährig zur Band von Peter Materna, mit dem auch mehrere Alben entstanden. Weiterhin arbeitete er mit Bescay & Jochen Schrumpf und der Weltmusikband Merhaba und mit Patricia Kelly. Mit dem Transorient-Orchestra wurde er 2017 mit dem WDR-Jazzpreis ausgezeichnet. Auch spielte er mit Jasper van’t Hof, Nippy Noya, Gerd Dudek, Toots Thielemans, Roy Williams, Gene Mighty Fly Conners, Lauren Newton, Gunnar Plümer, Ramesh Shotham, Embryo, Marla Glen und Silvia Droste. Konzertreisen führten ihn nach Großbritannien, Frankreich, Niederlande, Belgien, Schweiz, Italien, Israel, Belarus und die GUS. Als erster Schlagzeuger spielte er im Europaparlament. Zudem verfasste er ein Buch mit selbst erlebten Anekdoten unter dem Titel „…hier können Sie aber nicht parken!“
Mokross verantwortet zudem als Dozent an der Glen-Buschmann-Jazzakademie den Bereich Drumset und hat einen Lehrauftrag für Schlagzeug an der Technischen Universität Dortmund. Als Tontechniker betreibt er seit 1995 das Camarillo-Sound-Studio.

## Lexikalischer Eintrag
- Jürgen Wölfer Jazz in Deutschland. Das Lexikon. Alle Musiker und Plattenfirmen von 1920 bis heute. Hannibal Verlag, St. Höfen 2008; ISBN 978-3-85445-274-4